# Municipio de Plum Grove
El municipio de Plum Grove (en inglés: Plum Grove Township) es un municipio ubicado en el condado de Butler en el estado estadounidense de Kansas. En el año 2010 tenía una población de 660 habitantes y una densidad poblacional de 7,08 personas por km².

## Geografía
El municipio de Plum Grove se encuentra ubicado en las coordenadas 37°57′31″N 96°58′45″O / 37.95861, -96.97917. Según la Oficina del Censo de los Estados Unidos, el municipio tiene una superficie total de 93.21 km², de la cual 92.73 km² corresponden a tierra firme y (0.51%) 0.48 km² es agua.

## Demografía
Según el censo de 2010, había 660 personas residiendo en el municipio de Plum Grove. La densidad de población era de 7,08 hab./km². De los 660 habitantes, el municipio de Plum Grove estaba compuesto por el 92.88% blancos, el 0.15% eran afroamericanos, el 1.67% eran amerindios, el 0.45% eran asiáticos, el 0.15% eran isleños del Pacífico, el 1.52% eran de otras razas y el 3.18% pertenecían a dos o más razas. Del total de la población el 3.79% eran hispanos o latinos de cualquier raza.